# Piero (cantor argentino)
Piero Antonio Franco de Benedictis (Galípoli, Puglia; 19 de abril de 1945), conhecido como Piero, é um ator e cantautor de canção protesto, trova e rock nascido em Itália e arraigado em Argentina desde sua infância. Em sua produção artística destaca a canção de protesto.

## Discografia
Álbums
- 1969: Piero ("Mi viejo")
- 1970: Piero ("Pedro Nadie")
- 1972: Coplas de mi país
- 1973: Para el pueblo lo que es del pueblo
- 1974: Folklore a mi manera
- 1975: Sinfonía inconclusa en la mar
- 1976: Y mi gente dónde va (inédito en Argentina hasta 1982)
- 1981: Recuerdos
- 1981: Calor humano (en vivo)
- 1982: Canto de la ternura
- 1983: Un hombre común (en vivo)
- 1984: Qué generosa sos, mi tierra
- 1985: El regalao
- 1986: Las galaxias nos miran
- 1989: A pesar de los pesares
- 1989: Piero, 15 años después (en vivo)
- 1991: Cachuso Rantifuso (con Marilina Ross y Juan Carlos Baglietto)
- 1999: Piero & Pablo en vivo desde Colombia (con Pablo Milanés)
- 2015: Todavía no hicimos lo mejor (grabación en vivo gira por Chile)
- 2016: América

Compilados
- 1986. Gaviota
- 1987: 20 años
- 1988: Tríptico - Volumen 1
- 1989: Tríptico - Volumen 2
- 1993: Te quiero contar
- 2001: 30 años de canciones blindadas (compilado con 6 temas inéditos)
- 2002 y 2003: reediciones de grandes éxitos (seis discos)
- 2004: Colección Oro

Singles
- 1964: El cachivache / Rosa, Rosita
- 1965: La sombrilla
- 1969 Si vos te vas / Mi Viejo

Coletivos
- 1995 Canciones por derecho
- 1996 Todas las voces todas